# مجدل، جبیل
مجدل (به عربی: مجدل) یک منطقهٔ مسکونی در لبنان است که در شهرستان جبیل واقع شده‌است.
 مجدل   ۱٬۲۲۰ متر بالاتر از سطح دریا واقع شده‌است.